# Наум Злетовско-Струмишки
Наум (на македонска литературна норма: Наум) е духовник на Македонската православна църква, злетовско-струмишки епископ от 1959 година и митрополит.

## Биография
Роден в Битоля в 1912 г. със светското име Томо, Тома, Томе Димовски (Томо, Тома, Томе Димовски). Замонашва се под името Наум и става протосингел. На 26 юли 1959 година архиепископ Доситей Охридски и Македонски и Климент Охридско-битолски го ръкополагат за злетовско-струмишки епископ в Щип и така формират Свети архиерейски синод на обновената МПЦ.
На 19 март 1968 година Архиерейският синод на Сръбската православна църква изпълнява решението на събора от 15 септември 1967 година и приема решение: „Дават се на каноничен църковен съд и се нарежда повдигане на обвинение против виновниците за създаване на разколническа организация в православната църква в Македония:... Негово преосвещенство Епископ злетовско-струмишки Наум“.
Почива на 27 ноември 1977 година.